# Adam van Bronckhorst
Adam van Bronckhorst is de eerste heer van Bronckhorst die vanaf 1127/31 in bronnen voorkomt. 
Zijn naam wordt ook geschreven als Adam de Brunchorst. Hij is (tussen 1128 en 1131) getuige bij de schenking van graaf Gerhard II van Gelre van de kapel van Ellecom aan de Sint-Walburgiskerk te Zutphen.
Adam wordt weleens beschouwd als de vader van Gijsbert I van Bronckhorst, maar deze verwantschap wordt niet door bronnen gesteund.